# Campionat del Món de Trial 1999
|  | Per al campionat del món en pista coberta d'aquell any, vegeu Campionat del Món de Trial indoor 1999 |

La temporada de 1999 del Campionat del Món de trial fou la 25a edició d'aquest campionat, organitzat per la FIM. El calendari oficial constava de 20 proves puntuables, celebrades entre el 20 de març i el 12 de setembre. La prova inaugural, de dos dies de durada, fou el Trial de Sant Llorenç -disputat a Lloret de Mar- que tornava a Catalunya després d'un parèntesi de dos anys.
Dougie Lampkin va guanyar amb la Beta el tercer dels seus set títols mundials consecutius. L'anglès va dominar encara de forma més incontestable que l'any anterior, amb divuit victòries, un segon i un tercer lloc a les vint proves puntuables i només va deixar una victòria per a Marc Colomer i l'altra per a Steve Colley. El subcampió fou Takahisa Fujinami i Colomer va quedar tercer. Tres catalans més van quedar entre els deu primers: Marcel Justribó, sisè, Albert Cabestany, vuitè i Marc Freixa, desè.

## Novetats

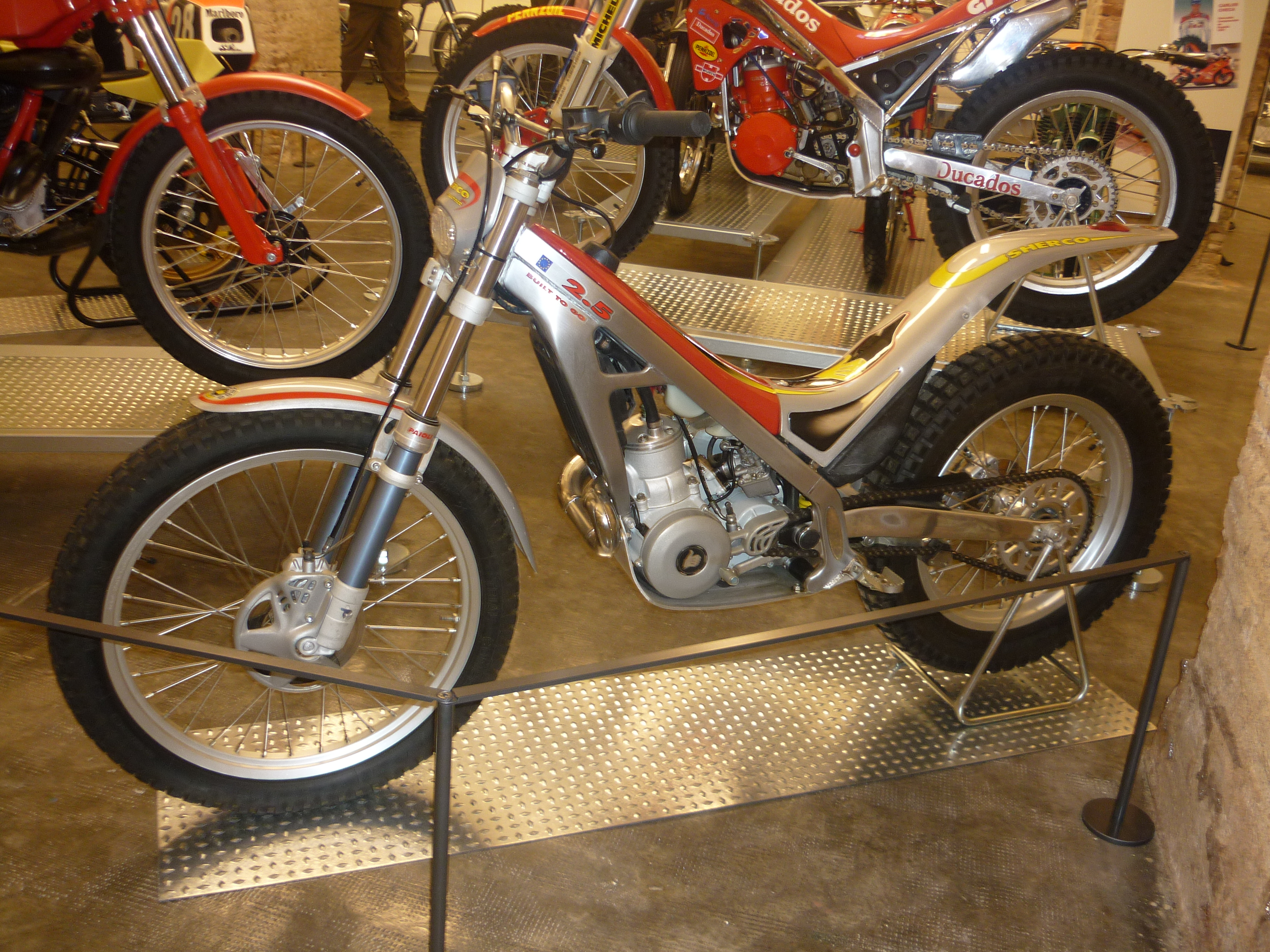
La primera "Sherco Bultaco" 250 de 1998

Una nova marca va debutar al mundial aquell any amb Graham Jarvis de pilot: Sherco, un nom format a partir dels mítics "Sherpa" i "Bultaco", els drets dels quals havia adquirit el fundador, Marc Teissier (creador també de Scorpa), el 1998. L'empresa tenia la seu principal a Nimes, Occitània, i una altra a Caldes de Montbui, on produïa les motos de trial

## Sistema de puntuació
Barem de puntuació a partir de 1984:
| Posició | 1  | 2  | 3  | 4  | 5  | 6  | 7 | 8 | 9 | 10 | 11 | 12 | 13 | 14 | 15 |
| Punts   | 20 | 17 | 15 | 13 | 11 | 10 | 9 | 8 | 7 | 6  | 5  | 4  | 3  | 2  | 1  |

## Calendari
| Ronda | Data           | Gran Premi    | Lloc                   | Guanyador      |
| ----- | -------------- | ------------- | ---------------------- | -------------- |
| 1     | 20 de març     | Espanya       | Lloret de Mar          | Dougie Lampkin |
| 2     | 21 de març     | Espanya       | Lloret de Mar          | Dougie Lampkin |
| 3     | 27 de març     | Portugal      | Baltar                 | Dougie Lampkin |
| 4     | 28 de març     | Portugal      | Baltar                 | Dougie Lampkin |
| 5     | 17 d'abril     | Bèlgica       | Cuesmes                | Dougie Lampkin |
| 6     | 18 d'abril     | Bèlgica       | Cuesmes                | Dougie Lampkin |
| 7     | 24 d'abril     | Gran Bretanya | Douglas                | Dougie Lampkin |
| 8     | 25 d'abril     | Gran Bretanya | Douglas                | Dougie Lampkin |
| 9     | 29 de maig     | Alemanya      | Grossheubach           | Dougie Lampkin |
| 10    | 30 de maig     | Alemanya      | Grossheubach           | Dougie Lampkin |
| 11    | 12 de juny     | França        | Saint-Gilles les Bains | Dougie Lampkin |
| 12    | 13 de juny     | França        | Saint-Gilles les Bains | Dougie Lampkin |
| 13    | 26 de juny     | Estats Units  | Stepping Stone         | Marc Colomer   |
| 14    | 27 de juny     | Estats Units  | Stepping Stone         | Steve Colley   |
| 15    | 3 de juliol    | Amèrica       | Watkins Glen           | Dougie Lampkin |
| 16    | 4 de juliol    | Amèrica       | Watkins Glen           | Dougie Lampkin |
| 17    | 4 de setembre  | Suïssa        | Biasca                 | Dougie Lampkin |
| 18    | 5 de setembre  | Suïssa        | Biasca                 | Dougie Lampkin |
| 19    | 11 de setembre | Itàlia        | Lavarone               | Dougie Lampkin |
| 20    | 12 de setembre | Itàlia        | Lavarone               | Dougie Lampkin |

1. ↑  A Baviera

## Classificació final
| Posició | Pilot               | Motocicleta   | Punts |
| ------- | ------------------- | ------------- | ----- |
| 1       | Dougie Lampkin      | Beta          | 392   |
| 2       | Takahisa Fujinami   | Honda         | 277   |
| 3       | Marc Colomer        | Montesa       | 243   |
| 4       | Graham Jarvis       | Scorpa/Sherco | 219   |
| 5       | Steve Colley        | Gas Gas       | 214   |
| 6       | Marcel Justribó     | Montesa       | 169   |
| 7       | Amós Bilbao         | Montesa       | 169   |
| 8       | Albert Cabestany    | Gas Gas       | 168   |
| 9       | Bruno Camozzi       | Gas Gas       | 164   |
| 10      | Marc Freixa         | Gas Gas       | 124   |
| 11      | Kenichi Kuroyama    | Beta          | 116   |
| 12      | José Manuel Alcaraz | Montesa       | 83    |
| 13      | Jordi Pascuet       | Montesa       | 83    |
|         |                     |               |       |
| 16      | Adam Raga           | Gas Gas       | 35    |
|         |                     |               |       |
| 18      | David Cobos         | Sherco        | 15    |
|         |                     |               |       |
| 22      | Joan Pons           | Gas Gas       | 2     |